# Hitman Sniper
Hitman Sniper (o Hitman: Sniper) è un videogioco d'azione e sparatutto a tema cecchinaggio e stealth sviluppato e pubblicato da Square Enix.
Il gioco è il secondo della serie: Hitman ad essere stato distribuito per piattaforme mobili - dopo Hitman Go.

## Modalità di gioco
Il giocatore guadagna soldi (la valuta di gioco) completando le missioni disponibili per: "Montenegro" o: "Death Valley", spendendoli per aggiornare (e quindi potenziare) le prestazioni di un'arma - essenzialmente fucili di precisione - che sblocca nell'arsenale. Tuttavia, tutte le armi all'infuori di quella standard sono sbloccabili a pagamento.
Durante l'avanzamento del gioco, sarà possibile sbloccare missioni e più obbiettivi per trionfare in queste ultime, uccidendo i bersagli primari e secondari o rompendo determitati oggetti, e completando una determinata missione al 100%.
In Death Valley, invece, saranno disponibili dei livelli di difficoltà che vanno da: "Facile" ad: "Esperto". Per sbloccare un livello di difficoltà, è necessario trionfare in una partita selezionando quello precedente.

## Contesto
Il gioco dispone di due modalità differenti e dal contesto parallelo e completamente diverso. Tuttavia, in entrambe le modalità, il giocatore controlla l'Agente 47.

### Montenegro
Il giocatore controlla - come in ogni altro capitolo della serie - l'Agente 47, il quale ha firmato un contratto d'assassinio, dovendo, quindi, dimostrare le sue abilità nell'approccio all'assassinio furtivo.

### Death Valley
Anche nella modalità: "Zombie" del gioco, il giocatore controlla l'Agente 47, il quale è rimasto bloccato in un luogo completamente isolato ed inquietante. Ben presto, iniziano a comparire delle creature non-morte: degli zombie, dal terreno. Questi ultimi iniziano ad avanzare verso il meccanico ed alleato dell'Agente 47: Ben. Mentre Ben cerca di riparare il furgone, l'Agente 47 ha il compito di comprirlo, con il fucile di precisione, dagli zombie che cercano di colpirlo ed ucciderlo.

## Accoglienza
| Testata        | Versione      | Giudizio |
| -------------- | ------------- | -------- |
| Multiplayer.it | Android e iOS | 6.5/10   |
| Eurogamer      | Mobile        | 6/10     |